# Pilar Conesa i Santamaria
Pilar Conesa (Barcelona, 1957) és una enginyera informàtica i pionera catalana en Smart City. Formada a l'escola pública, va estudiar Enginyeria Informàtica a la Universitat Politècnica de Catalunya del 1980 al 1985, una formació que va continuar en ‘management’ a l'IESE i a l'EU Business School.
Després de treballar durant els Jocs Olímpics de Barcelona com a directora d’informàtica dels Jocs Paralímpics, va treballar al centre informàtic de la Generalitat com a directora d’operacions. Uns anys més tard va fer una estada a Xile i en tornar a Barcelona va fer de directora d’informàtica de l'Ajuntament de Barcelona, on es va familiaritzar amb els projectes de les ciutats intel·ligents. L’any 2011 va fundar la seva pròpia empresa sobre el sector, Anteverti, que presideix, i també és la comissària del Congrés Mundial Smart City Expo World Congress.
És presidenta del Consell Assessor de l'Associació Professional d'Enginyeria Informàtica de Catalunya, membre del jurat dels premis Le Monde d'innovació. membre del Consell d'Administració dels UPC Alumni i membre del Consell Assessor de l'ODEE, Observatori Femení de Negocis i Economia de la Cambra de Comerç de Barcelona i guanyadora del premi d'honor de la 23a Nit de les Telecomunicacions i la Informàtica.